# Kościół Marii i Marty w Budziszynie
Kościół Marii i Marty (niem. Maria-und-Martha-Kirche,  górnołuż. Cyrkej Marje a Marty) – neogotycka świątynia luterańska znajdująca się w niemieckim mieście Budziszyn.

## Historia
W miejscu obecnego kościoła znajdował się dawniej szpital Marii i Marty, wzmiankowany po raz pierwszy w 1382 roku. Budynek został zniszczony podczas wojen husyckich w 1431 oraz podczas wielkiego pożaru miasta z 1634. W 1694 przekształcono go w kościół katechetyczny.
W wyniku rozbudowy miasta w kierunku południowo-wschodnim świątynia, będąca w coraz gorszym stanie technicznym, nie była wystarczająca. W 1877 rozpoczęto zbiórkę na budowę nowego kościoła, kamień węgielny wmurowano podczas Święta Reformacji w 1888, a ukończony budynek konsekrowano 29 listopada 1891 roku w pierwszą niedzielę Adwentu. Starą świątynię rozebrano w 1899 roku. W 1975 odbudowano zniszczoną przez burzę wieżę kościelną.

## Opis
Znajduje się pośrodku August-Bebel-Platzu, wzniesiono go w czerwonej cegły klinkierowej, według projektu Christiana Schramma, w stylu neogotyckim. Jest największym kościołem protestanckim w mieście, wieża ma wysokość 68 metrów. Patronkami świątyni są nowotestamentowe postaci Marii i Marty, jest jedynym kościołem pod takim imieniem w Saksonii. Cztery dzwony kościelne, odlane w ludwisarni Schilling w Apoldzie, inaugurowano 26 października 1950 roku. Charakterystycznym elementem są trzy witraże absydy, wykonane w latach 1967-1968 według projektu Heinza Dittricha. Dwa boczne okna przedstawiają żywot patronek świątyni, a środkowy – uciszenie burzy. Organy pochodzą z warsztatu Hermann Eule Orgelbau Bautzen, do ich budowy w 1985 roku wykorzystano 2691 piszczałek zgrupowanych w 36 rejestrów.

## Galeria

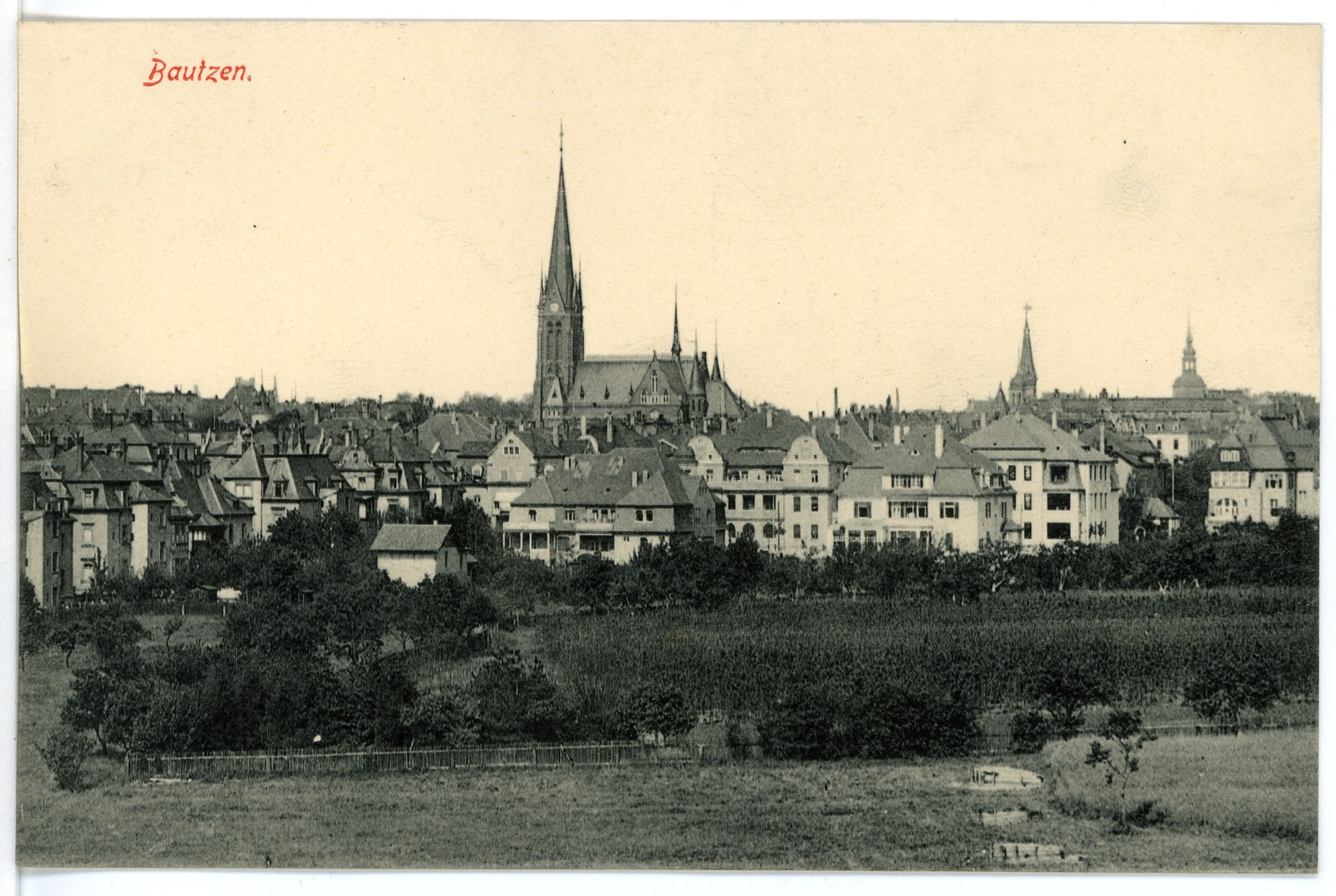
Kościół w 1913
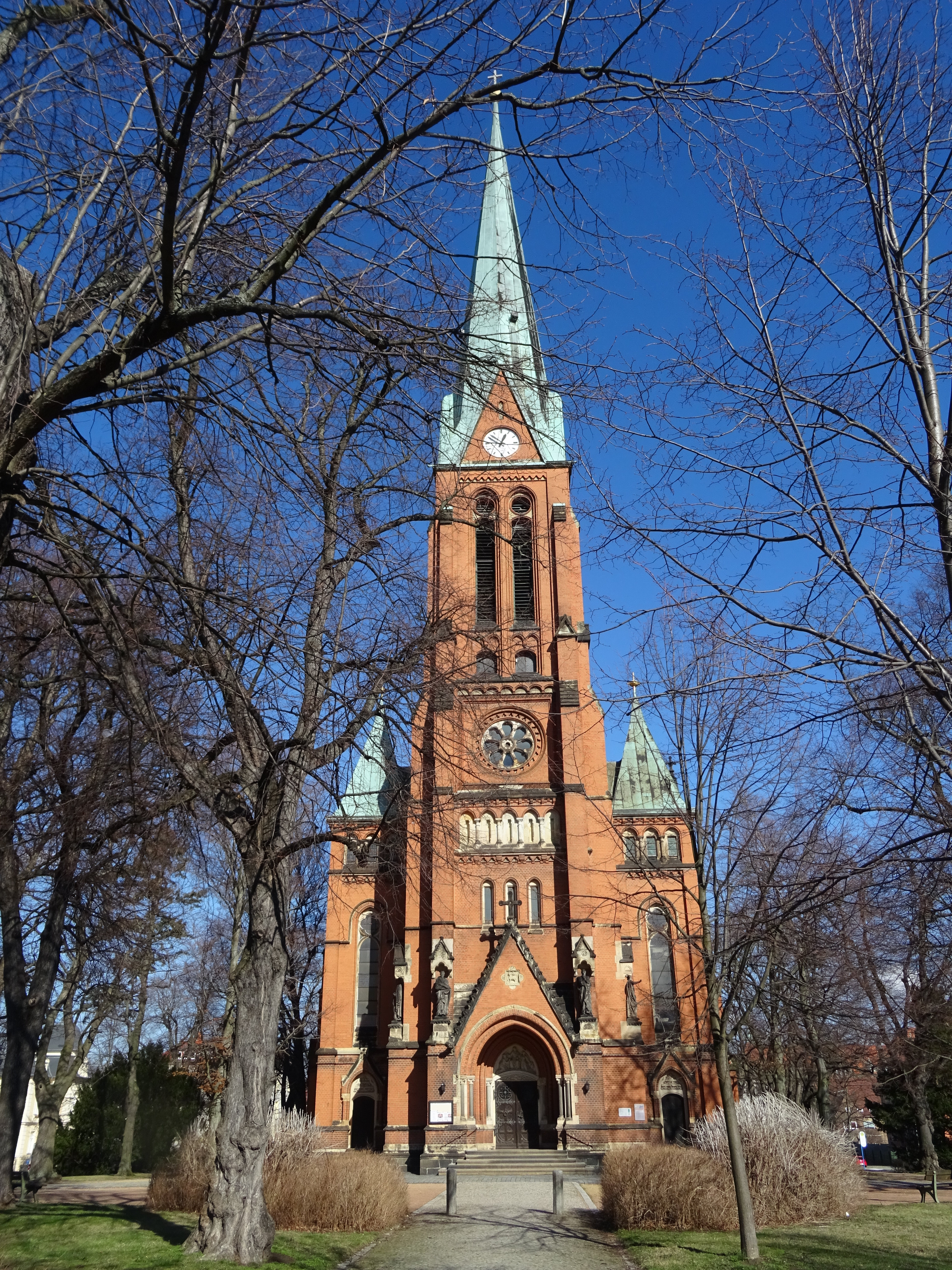
Fasada
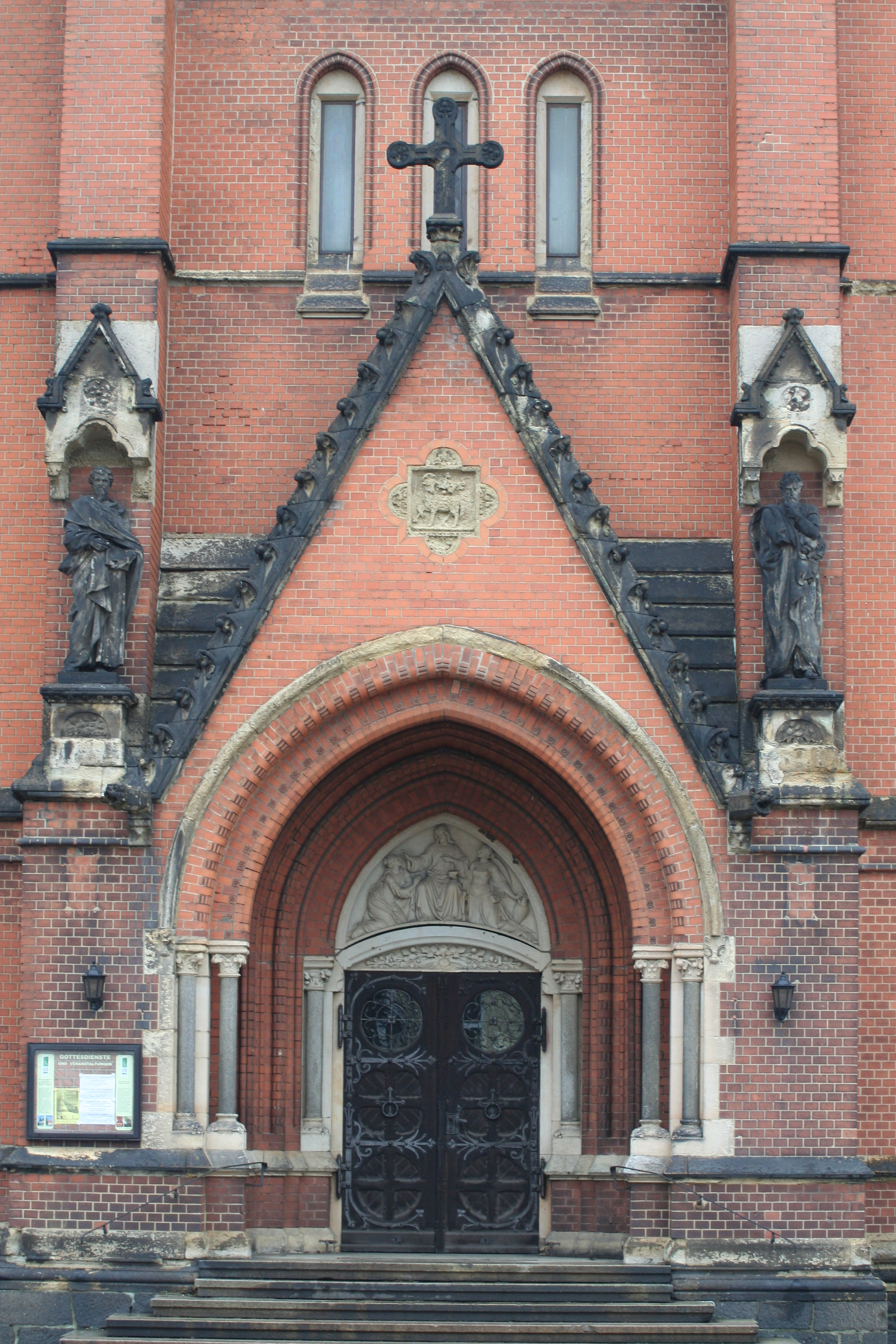
Portal główny
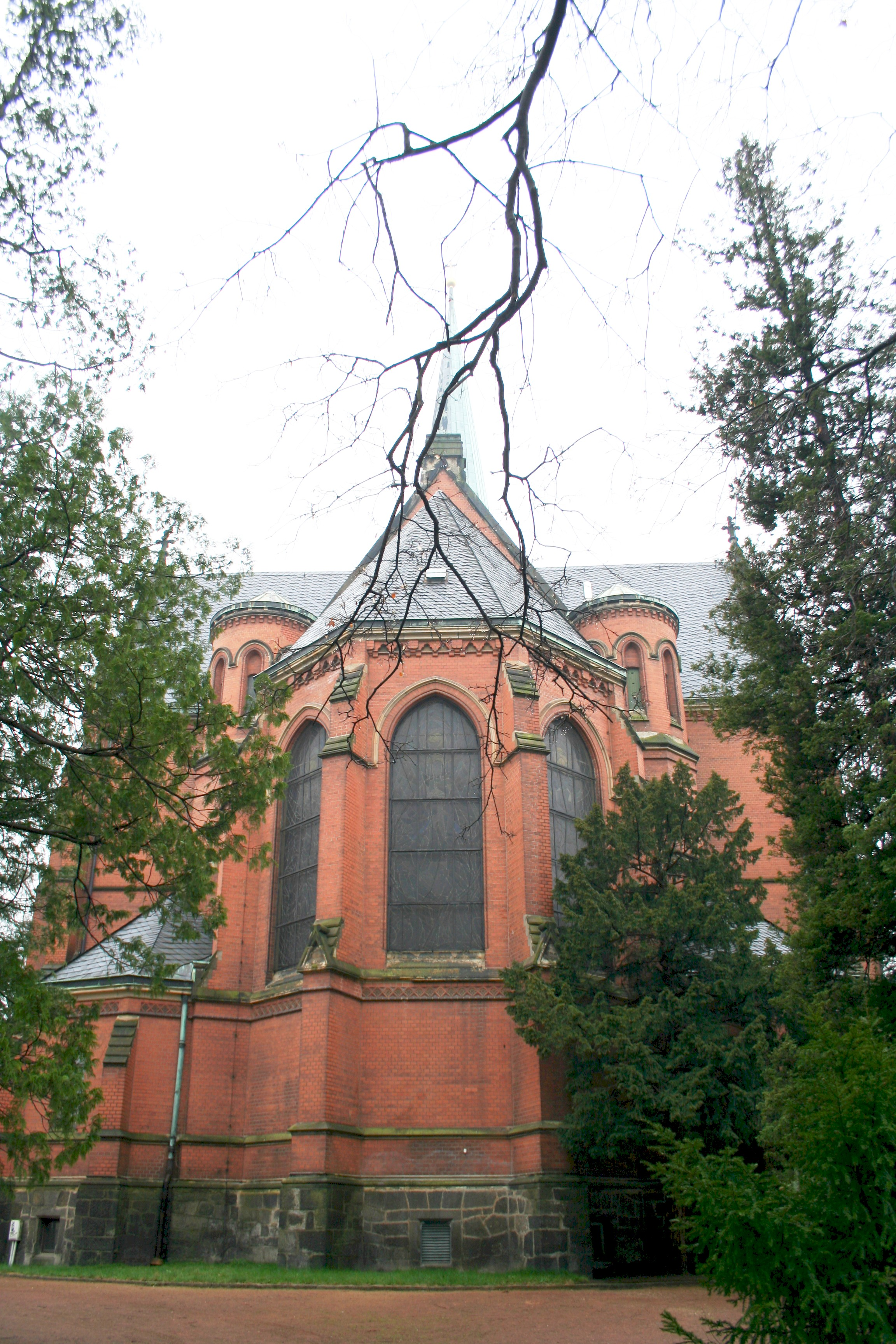
Absyda